# Rhodacaroides coniunctus
Rhodacaroides coniunctus är en spindeldjursart som beskrevs av Wolfgang Karg 1977. Rhodacaroides coniunctus ingår i släktet Rhodacaroides och familjen Ologamasidae. Inga underarter finns listade i Catalogue of Life.